# Bromoacetilalprenololmentan
Bromoacetilalprenololmentan (BAAM) je beta-adrenergički agonist.